# PLXNA2
PLXNA2 — ген, кодирующий плексин A2, рецептор семафоринов. До создания в 1999 году общей классификации плексинов носил название OCT, обусловленное принадлежностью к SEX-семейству белков, поименованных по начальным буквам римских цифр: SEX (плексин A3), OCT, NOV (плексин A1), SEP (плексин B1) и содержащих в своей структуре SEX-домен. За исключением SEP, пик экспрессии которого наблюдается в почках, белки SEX-семейства экспрессированы преимущественно в мозгу.

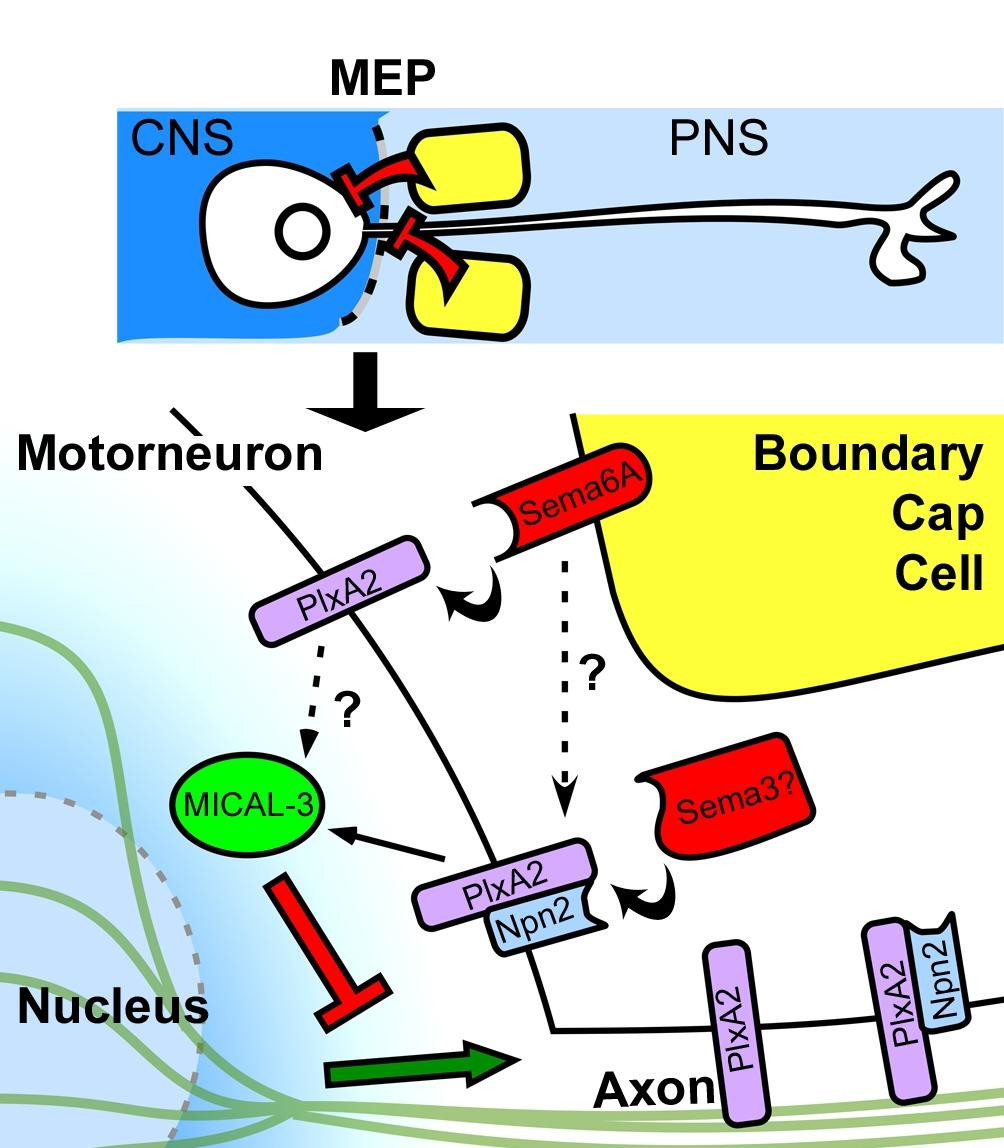
Взаимодействие семафоринов с другими белками, плексином A2 и нейропилином 2, создаёт условия, при которых моторные нейроны спинного мозга способны выпускать свои аксоны на периферию, но не могут сами выбраться за его пределы. Bron et al., 2007.

Взаимодействуя с семафорином Sema6A, плексин 2A[уточнить] может регулировать переход гранулярных клеток мозжечка у мыши от тангенциальной к радиальной миграции в период развития мозга.
Несколько исследований говорят о возможной связи гена с развитием шизофрении, однако результаты разнятся. Отмечена ассоциация полиморфизмов гена с проявлением тревоги, как у мышей, так и у людей.